# Танабэ, Томодзи
Томодзи Танабэ (яп. 田鍋 友時 Танабэ Томодзи, 18 сентября 1895 — 19 июня 2009) — японский долгожитель, на момент смерти в 113 лет являвшийся старейшим мужчиной в мире. Танабэ стал самым старым мужчиной в Японии после смерти Нидзиро Токуды, будучи на тот момент (12 июня 2006 года) 111-летним. После смерти 115-летнего Эмилиано Меркадо дель Торо 24 января 2007, он стал старейшим мужчиной в мире, чей возраст был достоверно установлен. Он был последним достоверно зарегистрированным долгожителем-мужчиной, который родился в 1895 году.
Танабэ был одним из семи старейших в мире людей, чей возраст был верифицирован и одним из трёх самых старых в Японии. Несмотря на то, что он был самым молодым «старейшим живущим мужчиной» с 1999 года до объявления его старейшим в январе 2007, на момент смерти Танабэ занимал 10-е место среди самых старых мужчин когда-либо живших на Земле и был только на один день моложе Джонсона Паркса (Johnson Parks) (1884—1998), занимающего 9-е место. Кроме того, Танабэ — один из пятнадцати полностью верифицированных мужчин-долгожителей, достигнувших когда-либо возраста 113 лет.

## Биография
Томодзи Танабэ родился в городе Мияконодзё префектуры Миядзаки, где жил и работал инженером-строителем. У него было восемь детей, 25 внуков и 54 правнука. Причиной своего долголетия он называл полное воздержание от алкоголя. На своём 112-м дне рождения, после получения 100 000 иен (870$) и цветов от местного мэра, Танабэ заявил: «Я хочу жить вечно. Я не хочу умирать». Он обладал прекрасным здоровьем, возможно по причине овощного питания и того, что он ежедневно, в три часа дня, выпивал стакан молока. Очень любил есть креветок.
Отмечая свой 113-й день рождения Танабэ сказал: «Я счастлив. Я ем много. Я не хочу умирать». Танабэ получил в качестве подарков ко дню рождения гигантскую чашку чая, на которой было выгравировано его имя и дата рождения, цветы и 1 000$ от мэра Мияконодзё Макото Нагаминэ. Чиновник Мияконодзё сказал: «Его любимое блюдо — жареные креветки, но, насколько нам известно, он сократил количество жирной пищи. Он сказал, что хочет жить в течение еще 10 лет, и что он не желает умирать».
19 июня 2009 года, Танабэ умер во сне от остановки сердца в собственном доме в южной Японии. Ему было 113 лет и 274 дня. После смерти Томодзи Танабэ старейшим живущим мужчиной на Земле стал 113-летний английский ветеран Первой мировой войны Генри Эллингем, а старейшим мужчиной в Японии — бывший почтальон из города Кётанго Дзироэмон Кимура.